# Battaglia di Hollandia
La battaglia di Hollandia venne combattuta tra il 22 aprile e il 6 giugno 1944 nella regione attorno a Hollandia sulla costa nord della Nuova Guinea (odierna Jayapura in Indonesia), nell'ambito dei più vasti eventi della campagna della Nuova Guinea occidentale della seconda guerra mondiale.
Sotto il nome in codice di operazione Reckless, una forza d'assalto dell'Esercito degli Stati Uniti trasportata e supportata da navi statunitensi e australiane sbarcò in due punti lungo la costa nei pressi di Hollandia, sede di importanti basi aeree delle forze armate dell'Impero giapponese. L'azione colse completamente di sorpresa le forze giapponesi: Hollandia era una base di supporto strategica per le operazioni nipponiche in Nuova Guinea, ma si trovava molto lontana dalla linea del fronte ed era di conseguenza presidiata solo da reparti di seconda categoria. Nonostante vari ostacoli causati dal terreno impervio, che intralciava lo sbarco delle truppe e l'afflusso dei rifornimenti, le forze statunitensi si assicurarono il possesso della base rapidamente e con poche perdite.
Hollandia fu in seguito sviluppata dalle forze degli Alleati come importante base strategica per il proseguimento delle operazioni nella Nuova Guinea occidentale e nelle Filippine.

## Antefatti

### La situazione strategica
Al tempo della seconda guerra mondiale, Hollandia era un piccolo centro abitato delle Indie orientali olandesi, situato sulla costa settentrionale della grande isola della Nuova Guinea e unico ancoraggio sicuro tra Wewak a est e la Baia di Geelvink a ovest. Il porto era stato occupato dai giapponesi nel 1942 durante la campagna delle Indie orientali olandesi, con l'intenzione di farne una base avanzata in vista di ulteriori operazioni più a est nel Territorio della Nuova Guinea, un possedimento dell'Australia; le avanzate dei nipponici furono tuttavia contenute e poi respinte dagli Alleati nel corso della battaglia del Mar dei Coralli, della campagna della pista di Kokoda e della battaglia della Baia di Milne e, di conseguenza, gli sforzi giapponesi per sviluppare l'area furono ritardati per tutto il 1943 e il 1944.
Hollandia era situata sul lato orientale di una grossa penisola, separante la Baia di Humboldt a est dalla Baia di Tanahmerah 40 chilometri più a ovest; la cittadina stessa si affacciava sulla Baia di Humboldt, e offriva un porto naturale di prima classe. La penisola è formata dai rilievi dei Monti Cyclops, una catena di montagne che si innalza fino a un'altitudine di 2 100 metri, ed è contornata alla base dal bacino del Lago Sentani esteso per 24 chilometri da est a ovest. Tra i monti e il lago vi è una stretta pianura dove i giapponesi avevano realizzato, nell'aprile 1944, tre campi di aviazione con un quarto ancora in fase di costruzione; dei tre aeroporti realizzati, tuttavia, uno solo era considerato come completo e pronto all'uso.
All'inizio del 1944, dopo la vittoriosa conclusione della campagna della penisola di Huon, il comando supremo degli Alleati per il Pacifico meridionale (South West Pacific Area o SWPA) decise che la successiva mossa offensiva lungo la costa della Nuova Guinea avrebbe visto la messa in sicurezza dell'area di Hollandia, come primo passo per la riconquista della Nuova Guinea occidentale e in vista della successiva fase della campagna, l'invasione delle Filippine.

### Piani contrapposti

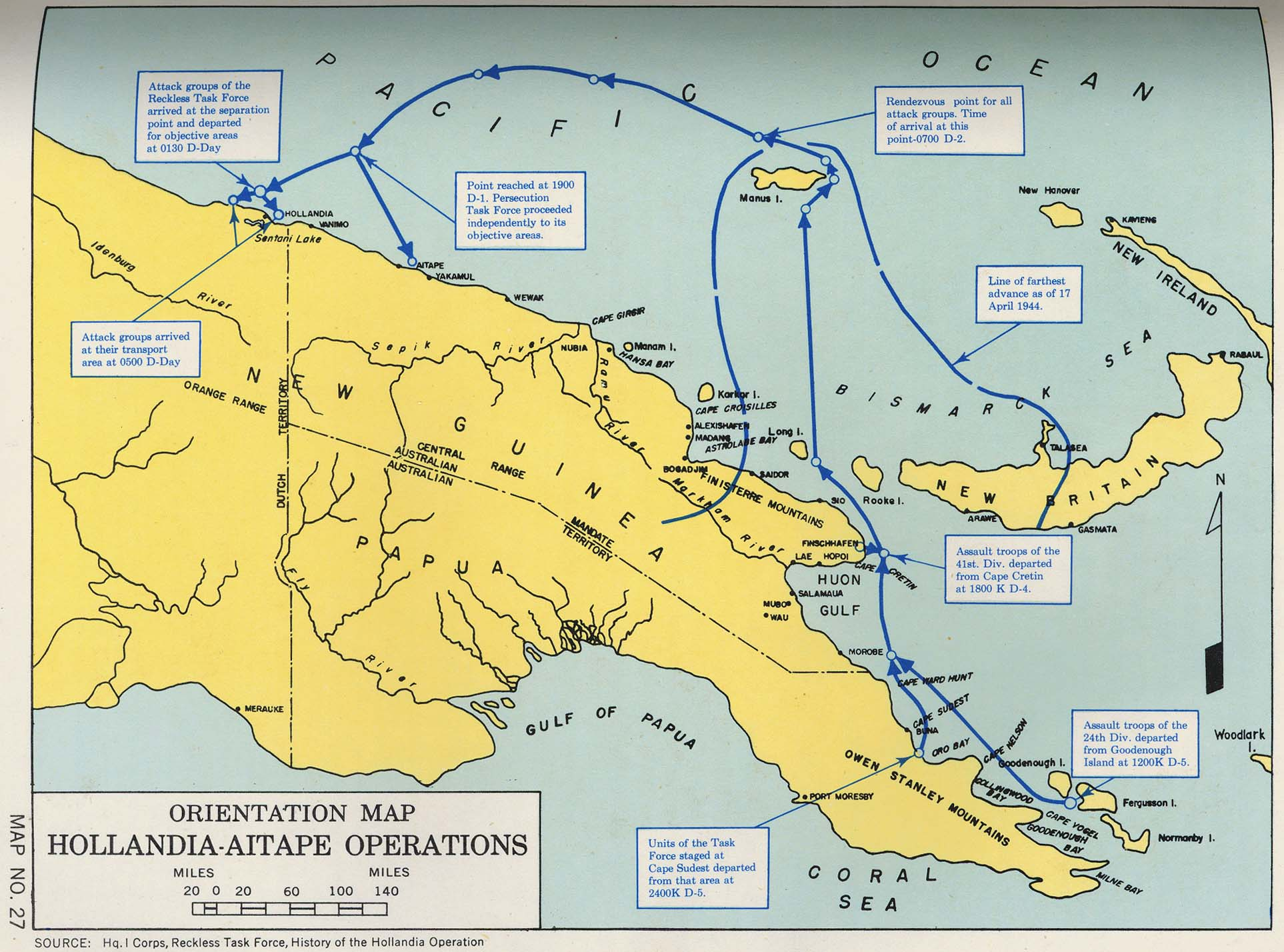
Carta della Nuova Guinea orientale: la linea continua blu indica il limite dell'avanzata alleata al 17 aprile 1944, le frecce blu il percorso delle forze di invasione dirette a Hollandia e Aitape

I successi dell'intelligence alleata furono determinanti nella decisione del SWPA di sbarcare a Hollandia: i servizi d'informazione degli Alleati erano infatti riusciti a decifrare i codici di cifratura delle comunicazioni radio dell'Esercito imperiale giapponese, apprendendo così che l'area di Hollandia era difesa solo debolmente mentre il grosso delle forze nipponiche andava concentrandosi più a est, nell'area compresa tra Madang e Wewak. Di conseguenza, l'8 marzo 1944 il responsabile del SWPA, il generale statunitense Douglas MacArthur, chiese l'approvazione dello Stato Maggiore Generale per anticipare al 15 aprile gli sbarchi pianificati per la zona di Hollandia; tale approvazione venne concessa quattro giorni dopo. Il piano di MacArthur era audace, poiché prevedeva di effettuare un grande assalto anfibio bene in profondità dietro le linee del fronte in Nuova Guinea, e di conseguenza lo Stato Maggiore Generale decise di assegnare all'attacco il supporto della squadra di portaerei della Flotta statunitense del Pacifico, in quel momento in azione nel Pacifico centrale contro le basi giapponesi nelle isole Marshall. L'azione fu denominata con il nome in codice di Operation Reckles (ovvero "avventato, spericolato" in lingua inglese) in ragione dei grossi rischi che il piano prevedeva.
MacArthur incontrò a Brisbane tra il 25 e il 27 marzo l'ammiraglio Chester Nimitz, comandante della Flotta del Pacifico e responsabile dell'alto comando degli Alleati per il Pacifico Centrale (Pacific Ocean Areas), al fine di discutere del contributo della Marina degli Stati Uniti all'imminente operazione: MacArthur chiese che la potente squadra portaerei della flotta fosse distaccata nella zona degli sbarchi per otto giorni, ma Nimitz acconsentì a impegnare questa forza solo per i due giorni seguenti lo sbarco. Per coprire l'intervallo di tempo nella copertura aerea della forza sbarcata tra la partenza delle portaerei e la messa in opera delle piste di aviazione di Hollandia venne quindi deciso di compiere un secondo assalto anfibio ad Aitape, una piccola cittadina situata più a est di Hollandia, che disponeva di un campo di aviazione che poteva essere rapidamente messo in grado di essere utilizzato per questo scopo; quest'ultima operazione fu quindi designata con il nome in codice di "operazione Persecution". Per supportare lo sbarco ad Aitape Nimitz si offrì di distaccare una squadra di otto piccole portaerei di scorta, le quali avrebbero poi operato al largo di Hollandia fino all'11 maggio; la data per lo sbarco a Hollandia fu quindi spostata al 22 aprile a causa di vari problemi logistici e dell'impegno delle unità della Flotta del Pacifico in altre azioni, e si decise che tanto gli sbarchi dell'operazione Reckless quanto quelli dell'operazione Persecution fossero portati a termine lo stesso giorno.
Nel frattempo, l'alto comando giapponese aveva deciso di fare di Hollandia una piazzaforte. La zona fu indicata nel settembre 1943 dal comando della 2ª Armata d'area nipponica (l'alto organismo responsabile delle operazioni in Nuova Guinea) come una base strategica per la difesa della Nuova Guinea occidentale, sebbene nel novembre seguente fosse stato deciso che Hollandia avrebbe formato un semplice avamposto per le principali posizioni difensive nipponiche, collocate più a ovest. Poche unità da combattimento giapponesi erano stazionate a Hollandia all'inizio del 1944: in marzo il generale Hatazō Adachi, comandante della 18ª Armata giapponese, ricevette l'ordine dalla 2ª Armata d'area di ritirare le sue forze dall'area di Madang verso Hollandia, con una divisione che doveva essere inviata sul posto immediatamente; Adachi ignorò quest'ordine, insistendo sul concentrare le sue truppe nella zona di Wewak e della Baia di Hansa tra Wewak e Madang. La decisione di Adachi potrebbe essere stata motivata dal timore che la Baia di Hansa fosse l'obiettivo prescelto dall'atteso prossimo assalto anfibio degli Alleati, e che il generale pensasse di avere tutto il tempo a disposizione per rinforzare Hollandia in seguito. Solo dopo che il capo di stato maggiore della 2ª Armata d'area ebbe raggiunto Wewak per consegnare di persona l'ordine ad Adachi, il generale acconsentì a distaccare il 66º Reggimento fanteria da Wewak per inviarlo ad Hollandia il 18 aprile; dovendo muovere via terra lungo le scarse piste della Nuova Guinea, ci si attendeva che il reggimento fosse in posizione a Hollandia non prima della metà di giugno. Adachi stesso continuò a stendere piani per fare di Hollandia una posizione di ripiego qualora gli Alleati avessero avuto successo nello sbarcare nella Baia di Hansa.
Visto che l'attacco non era atteso, i giapponesi non avevano steso nessun piano per la difesa di Hollandia prima degli sbarchi degli Alleati. Fino a quel momento il SWPA non aveva potuto disporre di una forza di portaerei per supportare le sue operazioni anfibie nel settore della Nuova Guinea, e pertanto il comando giapponese ritenne che l'area di Hollandia fosse al sicuro visto che si trovava ben al di là del raggio di azione dei caccia alleati di base a terra; la 18ª Armata non aveva alcun piano di contingenza per fronteggiare un assalto nemico a Hollandia, e le unità di guarnigione nell'area non ebbero il tempo di formularne uno a causa del rapido sviluppo degli eventi.

## Forze in campo

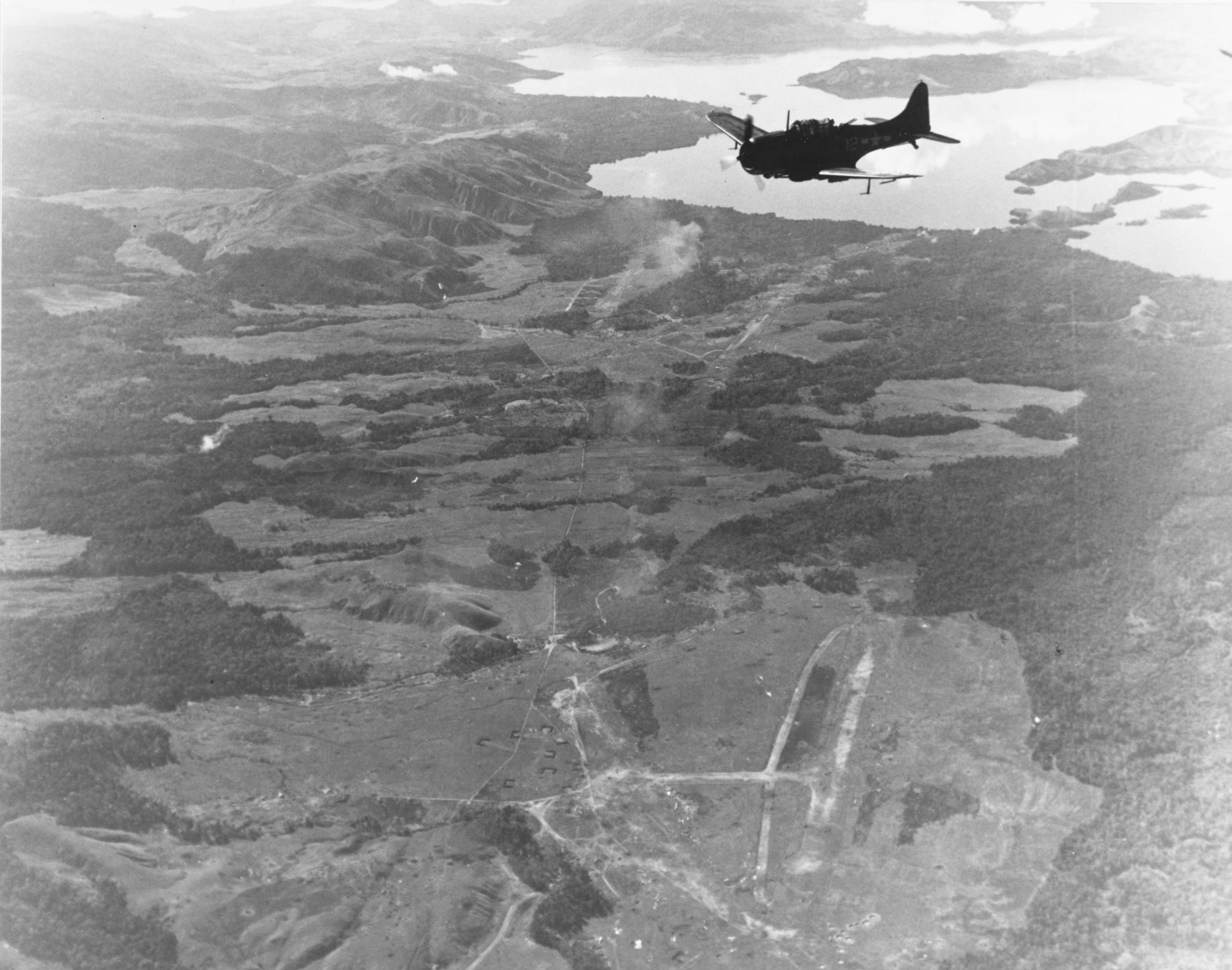
Un bombardiere statunitense Douglas SBD Dauntless sorvola i campi di aviazione nipponici a Hollandia il 21 aprile 1944

Il porto e i campi di aviazione di Hollandia erano la base di diverse unità della 2ª Armata giapponese del generale Fusatarō Teshima e della 6ª Divisione aerea dell'Aviazione dell'Esercito imperiale, oltre che di unità di terra della 9ª Flotta della Marina imperiale giapponese. Vi era un totale di 11 000 militari nipponici schierati nell'area, sotto il comando del generale Masazumi Inada, del maggior generale Toyozo Kitazono e del contrammiraglio Yoshikazu Endo, ma di questi solo 500 uomini erano truppe da combattimento, tratte da alcune unità di artiglieria antiaerea: queste truppe erano posizionate principalmente lungo la pista che collegava il villaggio di Depapre sulla baia di Tanahmerah alla zona del Lago Sentani. Un gran numero di cannoni antiaerei era dislocato a protezione dei campi di aviazione allestiti lungo la sponda settentrionale del lago.
I pianificatori alleati stimarono in circa 14 000 le truppe giapponesi concentrate nei dintorni di Hollandia. Si dimostrò difficoltoso per gli statunitensi determinare con accuratezza la consistenza e la disposizione delle difese nemiche, visto che vari tentativi di infiltrare squadre di ricognizione nell'area fallirono; di conseguenza, le intercettazioni radio erano la principale fonte di informazioni sui movimenti dei giapponesi. Nel corso della prima fase di elaborazione del piano lo stato maggiore di MacArthur stimò che due reggimenti di fanteria giapponesi potessero essere dislocati a Hollandia, ma in seguito questa stima venne ritenuta inaffidabile; si disse poi che nella zona di Hollandia erano state schierate 3 000 truppe di terra del 6º Distaccamento navale della Marina giapponese e che ulteriori rinforzi erano rapidamente in fase di afflusso.

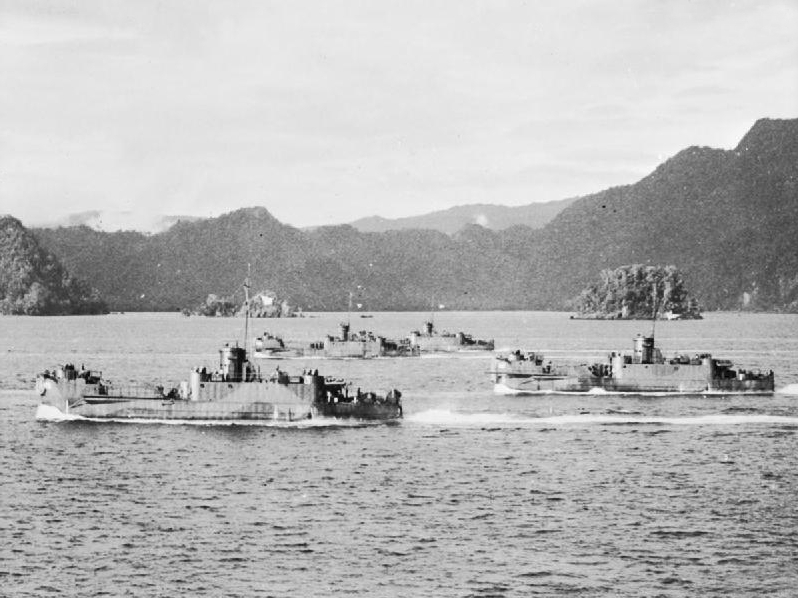
Mezzi da sbarco alleati in rotta per la Baia di Humboldt a Hollandia

Il I Corps statunitense del tenente generale Robert L. Eichelberger avrebbe fornito il grosso delle truppe da combattimento di terra tanto per l'operazione Reckless quanto per l'operazione Persecution. La forza d'attacco comprendeva un totale di 84 000 uomini, di cui 52 000 truppe da combattimento e 23 000 membri del personale di supporto; una forza navale di quasi 200 vascelli della Settima flotta, designata come Task Force 77 e al comando del contrammiraglio Daniel E. Barbey, avrebbe portato a terra le truppe. Sul totale degli uomini impiegati, 22 500 truppe da combattimento sarebbero state impiegate per l'azione ad Aitape mentre il resto avrebbe dato l'assalto a Hollandia.
Gli sbarchi nella zona di Hollandia sarebbero stati condotti in due punti diversi della costa. Un Regimental Combat Team o RCT ("gruppo da combattimento reggimentale", ovvero un reggimento di fanteria rinforzato da varie unità d'appoggio non parte del suo organico normale) del 19º e del 21º Reggimento di fanteria, entrambi parte dell'organico della 24ª Divisione di Fanteria, avrebbero preso terra nella Baia di Tanahmerah a ovest. Nella Baia di Humboldt sarebbero invece sbarcati gli RCT del 162º e 186º Reggimento di fanteria della 41ª Divisione statunitense. L'operazione rappresentava l'esordio in combattimento dei reparti della 24ª Divisione, fino a quel momento impiegati solo in compiti di presidio nelle Hawaii e di addestramento in Australia, mentre la 41ª Divisione era già un'unità veterana, avendo preso parte agli scontri in Nuova Guinea nel 1942-1943.
Due forze da bombardamento navale avrebbero fornito supporto di fuoco ravvicinato ai reparti sbarcati: la Task Force 74 del contrammiraglio britannico Victor Crutchley, comprendente gli incrociatori australiani HMAS Australia e HMAS Shropshire e vari cacciatorpediniere, e la Task Force 75 del contrammiraglio statunitense Russell Berkey, comprendente gli incrociatori USS Phoenix, USS Nashville e USS Boise e la loro scorta di cacciatorpediniere. Il supporto aereo sarebbe venuto da una squadra di otto portaerei di scorta distaccata dalla 5ª flotta USA. La necessità di condurre in contemporanea agli sbarchi a Hollandia anche quelli ad Aitape, 125 miglia più a est di Hollandia, mise sotto forte pressione le capacità logistiche e di trasporto marittimo degli Alleati nella regione, e richiese la ricollocazione di varie risorse da altri ruoli e teatri operativi; la carenza di navi da trasporto comportò che ognuna di esse fosse caricata nel modo più efficiente possibile, utilizzando una tecnica nota come "carico di combattimento" al fine di assicurarsi che l'equipaggiamento e le scorte più importanti potessero essere scaricate rapidamente una volta a destinazione.

## La battaglia

### La preparazione

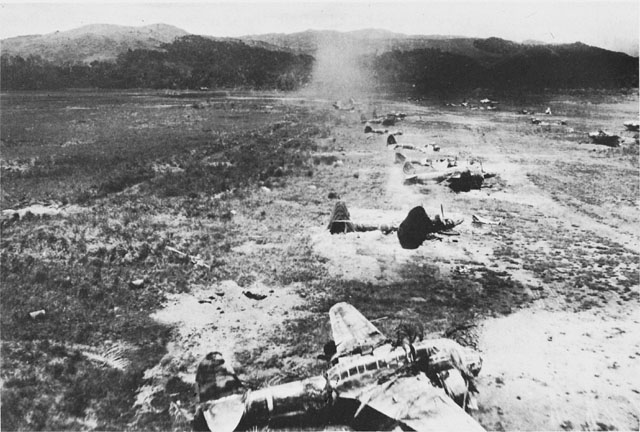
Relitti di bombardieri nipponici distrutti al suolo su un campo di aviazione della zona di Hollandia

Le azioni preparatorie allo sbarco vero e proprio ebbero inizio nella seconda settimana di marzo 1944, quando i bombardieri di base a terra della Fifth Air Force statunitense e della Royal Australian Air Force iniziarono ad attaccare le principali basi aeree nipponiche lungo la costa della Nuova Guinea settentrionale, da Wewak a est fino alla penisola di Vogelkop a ovest. Negli ultimi giorni di marzo, le portaerei della Pacific Fleet, riunite nella Task Force 58, lanciarono una campagna di attacchi contro le basi aeree giapponesi nelle isole Palau e isole Caroline per poi, a partire dal 30 marzo e fino al 3 aprile seguente, colpire sistematicamente Hollandia stessa e gli aeroporti sulla sponda del Lago Sentani: ottenuta una completa sorpresa, i velivoli delle portaerei statunitensi distrussero al suolo 340 apparecchi giapponesi e ne abbatterono altri 60 in combattimenti aerei, lasciando la 6ª Divisione aerea nipponica completamente priva di risorse con cui opporsi all'imminente invasione. Questa campagna di bombardamenti segnò il momento nella campagna della nuova Guinea dopo il quale le forze aeree giapponesi non riuscirono più a rappresentare una seria minaccia per gli Alleati nella regione.
Nello stesso periodo, forze aeree e navali statunitensi attaccarono sistematicamente i bastimenti giapponesi che tentavano di trasportare rinforzi e rifornimenti nelle zone di Hollandia e Wewak; questi attacchi erano generalmente guidati dalle intercettazioni del traffico radio giapponese, ed ebbero pieno successo nell'isolare dalla madrepatria le restanti forze nipponiche schierate in Nuova Guinea. Gli Alleati condussero anche missioni diversive per assicurarsi che i giapponesi continuassero a credere che lo sbarco principale sarebbe avvenuto nella Baia di Hansa vicino a Wewak, piuttosto che a Hollandia; queste missioni, coronate anch'esse da un pieno successo, compresero attacchi aerei e navali nella zona di Wewak e finti sbarchi di pattuglie da ricognizione nell'area.
In risposta a una richiesta del comandante in capo della US Navy, ammiraglio Ernest King, la Eastern Fleet britannica lanciò un'incursione contro le postazioni giapponesi sull'isola di Sabang, a nord di Sumatra nell'Oceano Indiano, pochi giorni prima l'avvio degli sbarchi a Hollandia e Aitape; questa incursione, dal nome in codice di operazione Cockpit, aveva lo scopo di impedire ai giapponesi di trasferire forze aeree in Nuova Guinea dalla zona di Singapore. I velivoli delle portaerei britanniche e statunitensi colpirono Sabang il 19 aprile ma l'operazione non ebbe alcun effetto sui giapponesi, i quali avevano già deciso di trattenere in riserva le loro forze aeree nell'area in vista di pianificati grandi attacchi alla flotta statunitense nel Pacifico centrale.

### Gli sbarchi a Tanahmerah

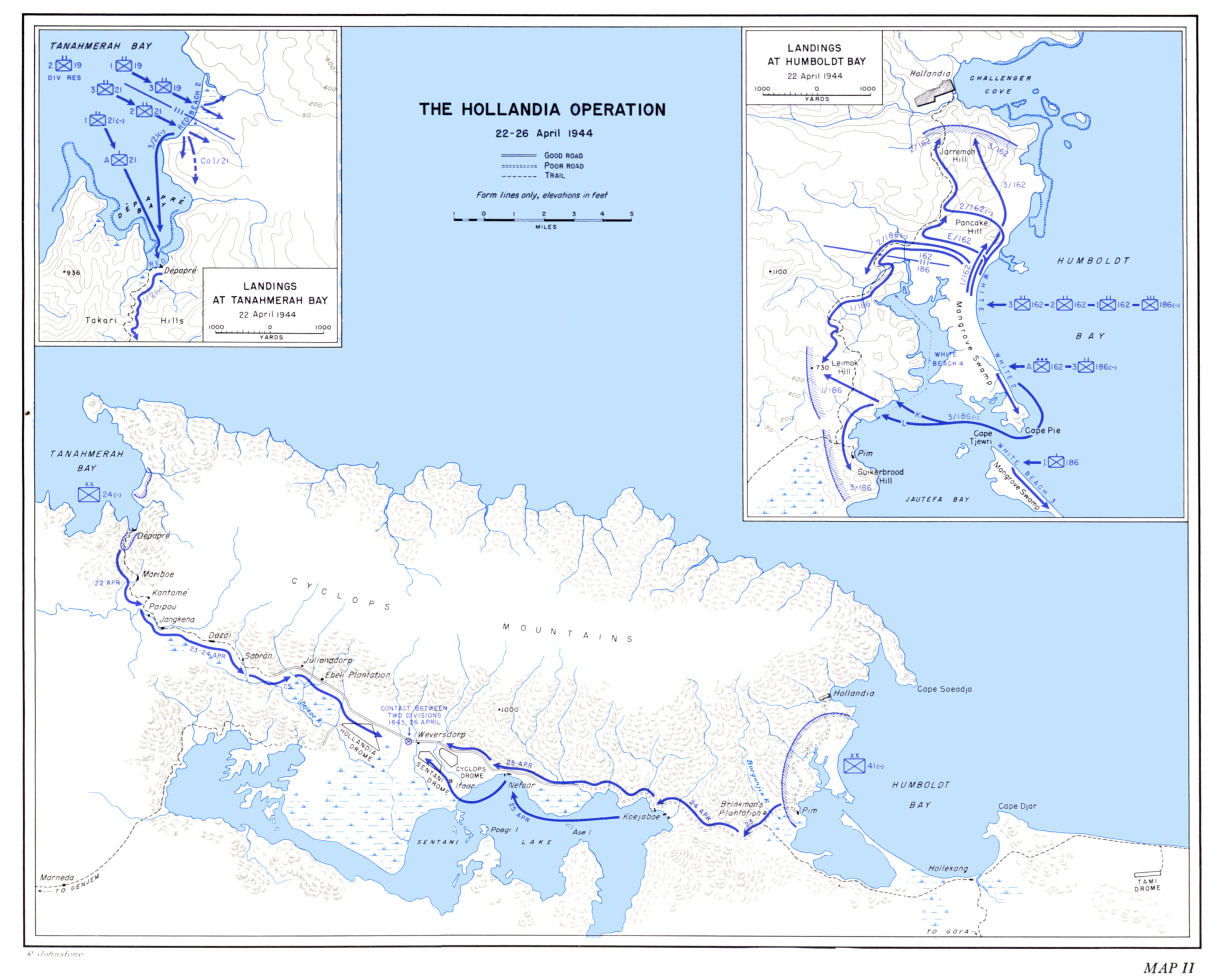
Carta della regione attorno a Hollandia con indicati i movimenti delle forze statunitensi

Dopo aver completato il carico e svolto esercitazioni, tra il 16 e il 18 aprile 1944 la forza di invasione anfibia lasciò gli ancoraggi alla volta di Hollandia; i reparti della 41st Division partirono da Finschhafen mentre quelli della 24ª Divisione dalla base alleata dell'isola Goodenough. Raggiunta in mare dalle navi contenenti la forza da sbarco destinata ad Aitape, la flotta di invasione si ricongiunse il 20 aprile alle portaerei di scorta della Pacific Fleet al largo dell'isola di Manus; la flotta congiunta prese quindi una rotta evasiva verso ovest in direzione delle Isole dell'Ammiragliato al fine di evitare attacchi aerei nemici, per poi piegare verso sud nel pomeriggio e puntare sui suoi obiettivi. La flotta si separò a 80 miglia dalla costa della Nuova Guinea, e il convoglio diretto a Hollandia arrivò in vista della cittadina nella notte tra il 21 e il 22 aprile; a 20 miglia dalla costa il convoglio si divise nuovamente, con il Central Attack Group diretto alla Baia di Humboldt mentre il Western Attack Group piegava verso ovest per dirigere sulla Baia di Tanahmerah. Gli sbarchi presero quindi vita all'alba del 22 aprile dopo un bombardamento preliminare ad opera delle forze navali d'appoggio; gli aerei delle portaerei avevano intanto continuato a colpire vari bersagli attorno a Wakde, Sarmi e Hollandia fin dal 21 aprile precedente, abbattendo almeno 31 velivoli giapponesi in aria e distruggendone altri al suolo.
A Tanahmerah, mentre la Task Force 74 di Crutchley iniziava il bombardamento preparatorio alle 06:00, gli RCT della 24ª Divisione, imbarcati sulle Landing ship dock statunitensi Henry T. Allen e Carter Hall e sulle navi trasporto truppe australiane Kanimbla e Manoora, scesero a bordo di 16 mezzi da sbarco tipo LCI per dirigere verso le spiagge; sette LST trasportavano gli equipaggiamenti pesanti. Il piano prevedeva di portare a terra una forza di due battaglioni in sette ondate su due spiagge: Red 1 presso l'insenatura su cui sorgeva il villaggio di Depapre e Red 2 sul lato orientale della baia; i pianificatori alleati ritenevano che le due spiagge fossero connesse da una strada, e che un'altra strada adatta al traffico veicolare corresse da Depapre verso l'interno fino al Lago Sentani. La ricognizione pre-sbarco era tuttavia fallita dopo che una pattuglia australiana sbarcata in zona da un sommergibile in marzo era stata distrutta, e la realtà del terreno dell'area fu scoperta solo troppo tardi dalle missioni di ricognizione aerea.
Al momento dello sbarco i fanti statunitensi furono accolti solo da uno sporadico fuoco di armi leggere e mitragliatrici, che fu rapidamente messo a tacere. Il terreno fu tuttavia più problematico: la spiaggia Red 2 si dimostrò largamente inadatta a uno sbarco di quelle proporzioni, e la supposta strada di connessione si rivelò inesistente; contornata da una palude a soli 30 metri dalla costa e con un solo sentiero di uscita inadatto ai veicoli, la spiaggia divenne rapidamente congestionata da uomini e materiali. La spiaggia Red 1 si dimostrò migliore, consentendo ai trattori cingolati anfibi LVT di arrivare fin sotto la costa e far scendere a terra i soldati, ma gli approcci alla spiaggia dovettero essere ripuliti dai genieri per permettere ai mezzi da sbarco tipo LCM di approdarvi; la spiaggia si rivelò stretta, tuttavia, e consentiva l'approdo di solo due LCM alla volta, mentre gli ancora più grandi LST dovevano rimanere al largo e trasferire il loro carico sugli LVT. A causa di queste difficoltà iniziali, ulteriori sbarchi a Tanahmerah furono annullati: ai reparti già sbarcati fu ordinato di procedere alla volta del Lago Sentani, ma le unità della 24ª Divisione ancora a bordo delle navi furono dirottate sugli approdi nella Baia di Humboldt. Dopo quattro giorni di difficili movimenti nel terreno impervio, i due battaglioni sbarcati a Tanahmerah raggiunsero l'aeroporto più occidentale lungo il Sentani, che il 26 aprile fu messo in sicurezza.

### Gli sbarchi nella Baia di Humboldt

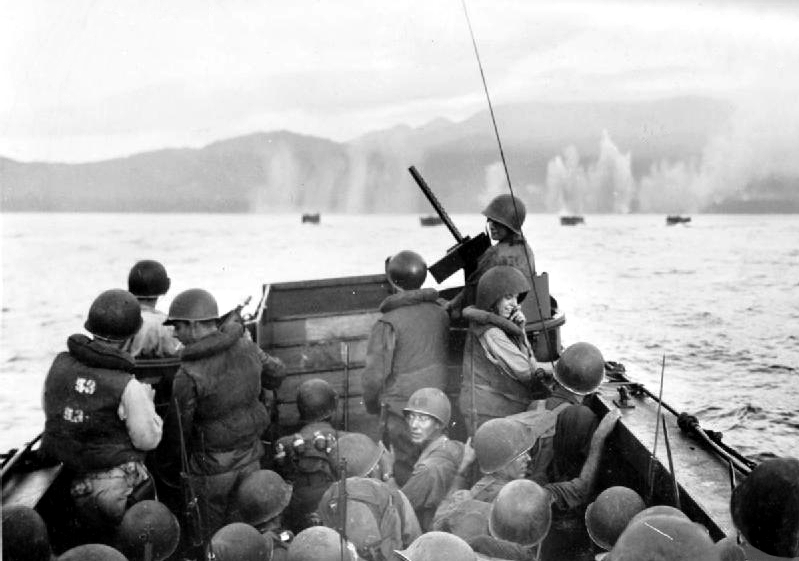
Soldati statunitensi fotografati a bordo di un mezzo da sbarco diretto verso le spiagge di Hollandia

Contemporaneamente, nella Baia di Humboldt il Central Attack Group guidato dal contrammiraglio William M. Fechteler aveva ottenuto una completa sorpresa sbarcando le unità della 41st Division su due spiagge: White 1, situata circa quattro chilometri a sud dell'abitato di Hollandia, e White 2, situata su una stretta striscia di sabbia vicino a Capo Tjeweri all'entrata della Baia di Jautefa a circa 6,4 chilometri dal Lago Sentani; White 1 avrebbe rappresentato lo sbarco principale, visto che la spiaggia era il solo punto dove i grossi LST potessero toccare terra, mentre su White 2 le truppe sarebbero scese a bordo di cingolati LVT e camion anfibi DUKW attraverso le acque basse dell'entrata della Baia di Jautefa. Gli incrociatori e i cacciatorpediniere della Task Force 75 di Berkey iniziarono il bombardamento preparatorio alle 06:00, concentrando il tiro su bersagli posti attorno all'entrata della Baia di Jautefa e nella zona di Hollandia; il bombardamento delle navi fu aumentato dagli attacchi aerei di velivoli delle portaerei, mentre due dragamine provvedevano ad aprire il passaggio nella baia alla forza anfibia.
Otto ondate d'assalto si riversarono su White 1 dopo che due mezzi LCI caricati di lanciarazzi ebbero riversato una salva di ordigni sopra le alture che dominavano la spiaggia, dove erano collocati diversi cannoni antiaerei giapponesi. Nel giro di un'ora le alture, soprannominate Pancake Hill, erano state catturate dalle truppe d'assalto a fronte di una resistenza trascurabile: inspiegabilmente, la netta maggioranza delle truppe giapponesi qui appostate abbandonò le posizioni e ripiegò nell'interno. Nel mentre, una compagnia scese su White 2 e mise in sicurezza Capo Tjeweri, dopo di che un gruppo di 18 LVT attraversò da parte a parte la striscia di sabbia e sbarcò altre due compagnie vicino a Pim nell'interno della baia di Jautefa.

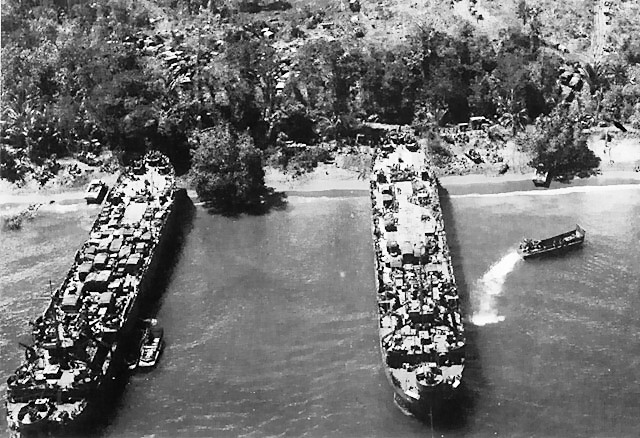
Due LST statunitensi spiaggiate durante gli sbarchi dell'operazione Reckless

Con la spiaggia sicura, sette LST statunitensi e la nave da trasporto australiana Westralia si avvicinarono a White 1 e iniziarono a mettere a terra il loro carico, sbarcando nel corso del primo giorno 4 200 tonnellate di equipaggiamenti e più di 300 veicoli; White 1 divenne rapidamente congestionata, anche perché prima dell'assalto era stata il centro di un deposito di rifornimenti giapponese, e i genieri dovettero lavorare per ripulire l'area con i bulldozer e costruire una carreggiata per l'unica uscita della spiaggia. Incendi appiccati dal bombardamento alleato al deposito di rifornimento giapponese su White 1 continuarono a bruciare per diversi giorni, attirando l'attenzione dei bombardieri nipponici che attaccarono la spiaggia la sera del 23 aprile: oltre a uccidere 24 soldati alleati e ferirne più di 100, i velivoli nipponici appiccarono altri incendi e distrussero il 60% delle razioni sbarcate sulla spiaggia, causando carenze di munizioni e generi alimentari nei reparti statunitensi in marcia verso gli aeroporti del Sentani. Per il 24 aprile la spiaggia divenne ancora più congestionata con il previsto arrivo dei reparti di rincalzo unitamente a due navi da trasporto e sette LST dirottati dall'area della Baia di Tanahmerah, carichi di truppe e del personale del quartier generale del I Corps; al fine di diminuire l'intasamento su White 1, undici LST furono spiaggiati su White 2 mentre i genieri della 2nd Engineer Special Brigade si davano da fare per ripulire la spiaggia e sbarcare i rifornimenti nella baia di Jautefa.

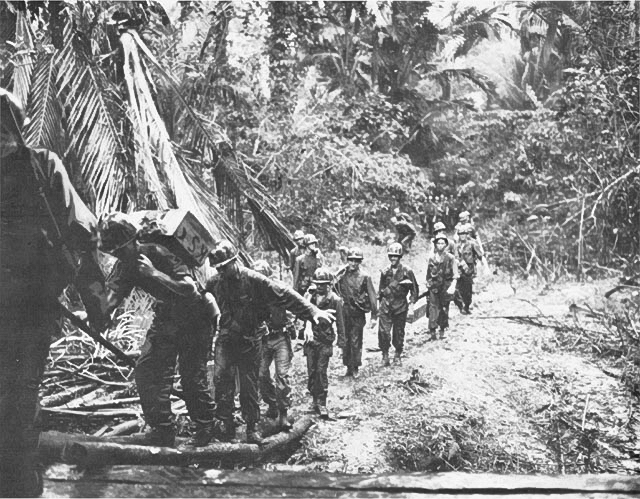
Fanti statunitensi si aprono la strada nella densa giungla dell'entroterra di Hollandia

Nel mentre, la fanteria aveva continuato ad avanzare nell'interno. Per la fine del 23 aprile il 186º Reggimento aveva raggiunto circa la metà strada alla volta del Lago Sentani, mentre i reparti del 162º Reggimento avevano messo in sicurezza l'abitato di Hollandia e il terreno elevato dietro le spiagge, schiacciando alcune isolate sacche di resistenza giapponesi grazie al supporto aereo. La resistenza nipponica iniziale fu debole, ma con l'avanzata nelle regioni dell'interno il 186º Reggimento iniziò a incontrare un'opposizione nemica crescente in particolare dopo che alcuni suoi elementi ebbero raggiunto la sponda del Lago Sentani il 24 aprile; genieri a bordo di cingolati LVT aprirono una strada dalla Baia di Jautefa ai reparti di fanteria per aggirare le posizioni difensive giapponesi, manovra completata il 25 aprile. Per il 26 aprile le truppe statunitensi avevano messo in sicurezza i due campi di aviazione più orientali, e più tardi quello stesso giorno si ricongiunsero ai battaglioni della 24th Division in arrivo dalla Baia di Tanahmerah. Gli incendi attorno a White 1 furono infine domati il 27 aprile, ma la situazione dei rifornimenti divenne anche più urgente quando l'unica strada transitabile collassò per il troppo traffico; rifornimenti lanciati per via aerea alleviarono un poco la situazione dei reparti avanzati nell'interno, e il 30 aprile un gruppo di dodici LST con a bordo ulteriori mezzi da sbarco LVT arrivò nella Baia di Humboldt. La situazione non fu pienamente risolta comunque fino al 3 maggio, quando gli aerei da trasporto iniziarono ad atterrare su una pista di aviazione improvvisata allestita dai genieri presso Tami.
Secondo lo storico Stanley Kirby, il collasso delle difese giapponesi a Hollandia fu causato da un insieme di fattori, tra cui la mancanza di preparazione, cambi nella struttura di comando e la carenza di truppe da combattimento, visto che la maggior parte degli 11 000 giapponesi schierati nella zona erano membri di unità amministrative o di supporto. Nessuno degli ufficiali superiori presenti era sul posto da più di qualche settimana, e i più esperti ufficiali dell'aviazione che avevano servito a Hollandia più a lungo erano stati richiamati all'inizio di aprile dopo la distruzione delle loro forze aeree nei bombardamenti preparatori; né il generale Kitazono né il contrammiraglio Endo si dimostrarono capaci di mettere a punto un piano di difesa congiunto, ma in ogni caso nessuno di essi aveva a disposizione gli uomini o le risorse per attuarne uno concretamente. Dall'altro lato, l'attacco degli Alleati si rivelò largamente sovradimensionato rispetto alla resistenza incontrata: le preoccupazioni circa la consistenza della guarnigione giapponese di Hollandia portarono gli Alleati a schierare una forza quattro volte superiore a quella del nemico. Lo storico Edward J. Drea attribuì il successo dell'operazione principalmente all'audace decisione di MacArthur di sfruttare le informazioni ottenute dall'intelligence alleata grazie alla violazione dei codici cifrati giapponesi; nel giudizio dello storico, la battaglia di Hollandia fu «l'ora più bella di MacArthur nella seconda guerra mondiale e il singolo contributo più importante di Ultra alla strategia generale nel Pacifico».

## Conseguenze
Le perdite in combattimento subite dalla guarnigione giapponese ammontarono a 3 300 morti e 600 feriti; ulteriori 1 146 soldati nipponici furono uccisi o morirono per altre cause nella zona di Hollandia fino al 27 settembre 1944. Circa 7 200 soldati giapponesi si riunirono dopo lo scontro a Genjem e tentarono di ritirarsi attraverso l'entroterra della Nuova Guinea in direzione di Sarmi a ovest di Hollandia; solo circa 1 000 di questi riuscirono però effettivamente ad arrivare a destinazione. Le perdite subite dalle forze alleate nell'operazione ammontarono a 157 morti e 1 057 feriti; le forze statunitensi dovettero impegnarsi in operazioni di rastrellamento attorno a Hollandia fino al 6 giugno seguente.
L'operazione Reckless fu un successo indiscutibile per gli Alleati, come pure i paralleli sbarchi ad Aitape dell'operazione Persecution. La perdita di Hollandia fu un disastro strategico per i giapponesi, rendendo intenibile la base di Wakde a ovest e tagliando fuori il vasto concentramento di truppe schierato a Wewak a est. Le forze giapponesi a ovest di Hollandia tentarono di allestire un nuovo perimetro difensivo incentrato sulle basi di Biak e Manokwari, mentre la 18ª Armata nipponica ancora schierata in posizione difensiva attorno a Wewak a est ricevette inizialmente l'ordine di intraprendere una difficile ritirata attraverso le regioni più interne della Nuova Guinea, costituite da montagne ricoperte di giungla, al fine di ricongiungersi alla 2ª Armata nella Nuova Guinea occidentale; questa ritirata fu poi annullata e sostituita con l'ordine per la 18ª Armata di sferrare un contrattacco contro la testa di ponte alleata ad Aitape.
Nel mentre, gli Alleati rimisero rapidamente in efficienza i campi di aviazione lungo il Sentani e li usarono per condurre una campagna di bombardamenti contro le restanti basi aeree giapponesi nella Nuova Guinea occidentale, rendendole inutilizzabili per le operazioni aeree. Sia la baia di Humboldt che quella di Tanahmerah furono sviluppate come vaste basi navali, venendo dotate di varie strutture per le riparazioni nonché di depositi di carburante e munizioni; queste strutture furono note collettivamente come "Base G". Vari quartier generali alleati furono trasferiti nella zona di Hollandia, tra cui quelli della Sesta ed ottava, della Fifth Air Force e della Seventh Fleet; la Base G giocò quindi un importante ruolo come area di sosta e di smistamento dei rifornimenti durante le successive operazioni nella Nuova Guinea occidentale e, più avanti nella guerra, nelle Filippine.
Gli sbarchi a Hollandia e Aitape furono seguiti, solo quattro settimane più tardi, da ulteriori assalti anfibi alle posizioni giapponesi a Wakde, Sarmi e Toem a ovest; alla metà di luglio la 18ª Armata giapponese lanciò 20 000 uomini in un contrattacco contro le posizioni statunitensi ad Aitape, dando vita ai pesanti combattimenti della battaglia del fiume Driniumor conclusisi però con una sconfitta per i nipponici.